# Anne Byrne

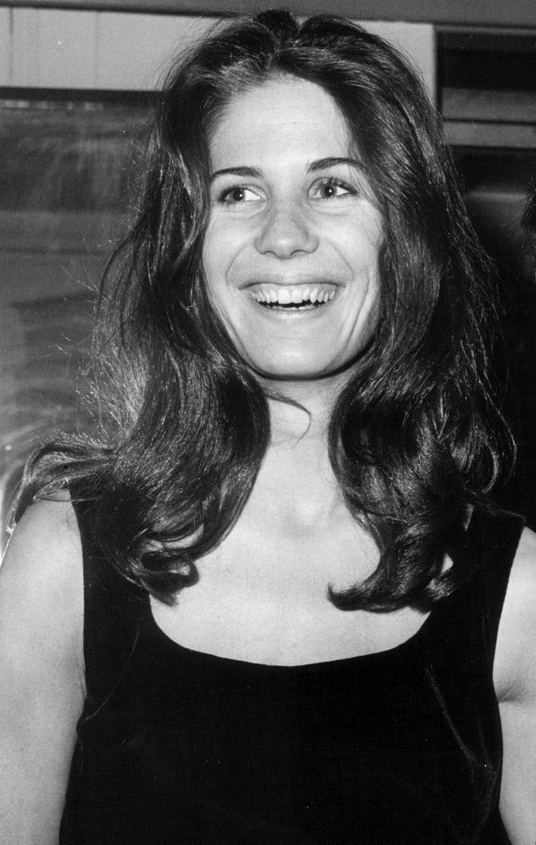
Anne Byrne Hoffman (1968)

Anne Byrne Hoffman (* 28. September 1943 in Chappaqua, New York, Vereinigte Staaten als Anne Byrne) ist eine US-amerikanische Schauspielerin. Ihre bekannteste Rolle spielte sie in Manhattan (1979) als Ehefrau Emily von Woody Allens untreuem besten Freund. Sie war die erste Ehefrau des Schauspielers Dustin Hoffman.

## Leben und Karriere

### Privatleben
Nach ihrem Kennenlernen im Jahr 1963 heiratete Byrne im Mai 1969 den Schauspieler Dustin Hoffman. Hoffman adoptierte Karina (geb. 1967), Byrnes Kind aus einer früheren Ehe, und zusammen bekam das Paar die Tochter Jenna (geb. 15. Oktober 1969). Das Paar ließ sich 1980 scheiden.
Byrne und Hoffman lebten in der West 11th Street in Greenwich Village, Manhattan. 1970 wurden Mitglieder der Weather Underground, einer Gruppe linksgerichteter Militanter, die einen Terroranschlag auf die Columbia University und Fort Dix in New Jersey planten, durch eine vorzeitige Detonation von Sprengstoff getötet, den sie im Haus neben dem Paar gelagert hatten. Auf Filmmaterial vom Tatort ist Dustin Hoffman zu sehen.
Sie ist irisch-katholischer Abstammung.

### Schauspielkarriere
Ab 1973 begann Byrne als Schauspielerin zu arbeiten und trat vermehrt in kleineren Rollen auf. So wirkte sie unter anderem in dem 1978 erschienen Film In einer Regennacht oder in Warum sollte ich lügen? aus dem Jahr 1980 als Faith auf. Nach diesem Auftritt beendete sie allerdings ihre Karriere als Schauspielerin nach insgesamt fünf Auftritten in verschiedenen Filmen und zog sich ins Privatleben zurück.

## Filmografie
- 1973: Papillon
- 1978: In einer Regennacht (La fine del mondo nel nostro solito letto in una notte piena di pioggia)
- 1979: Women at West Point (Fernsehfilm)
- 1979: Manhattan
- 1980: Warum sollte ich lügen? (Why Would I Lie?)